# Богдан
Богдан — слов'янське двоосновне чоловіче ім'я, що означає «Богом даний». Теофорне ім'я. Жіноча форма — Богдана.
Ім'я запозичено зі старослов'янської мови, аналог з дав.-гр. Θεόδοτος дав.-гр. Θεόδοτος — Феодот. Від «Θεόδοτος» — даний богами. Святим покровителем є Феодот Анкірський.
З-поміж українських дохристиянських побажальних імен-композитів вирізняється група утворень, у структурі яких є компонент -Бог-, більшість з них і донині активно вживається в українській та інших слов'янських мовах. Аналіз стуктури імен-композитів типу Богдан та реконструкція їх доонімної семантики дають підстави стверджувати, що вони були своєрідними звертаннями чи то вдячними, чи то благальними, чи то побажальними, які адресувалися Богові .
За своїм значенням імені Богдан відповідають грецькі імена Теодор (Федір), Доротей (Дорофій), Теодозій (Феодосій), Досифей, Теодот (Федот) і Теодул (Федул), єврейські імена Натанаїл (Нафанаїл), Йонатан (Йонафан) та Матвій, латинське ім'я Деодат (Адеодат) і слов'янське ім'я Божидар.

## Географічні об'єкти
У Білорусі, Росії та Україні є ряд географічних об'єктів на честь цього імені.

## Іменини
- Іменини: 31 травня[2].

### Іменини за церковним календарем
- Іменини: 19 лютого, 2 березня, 29 квітня, 18 травня, 4 липня, 2 вересня, 15 вересня, 7 листопада.

## Відомі носії
- Богдан Хмельницький (1596—1657) — політик, полководець і дипломат, провідник Національно-визвольних змагань 1648—1657 років, творець Української козацької держави та її перший гетьман.
- Богдан Бельський (?—1611) — видний діяч Московського царства, активіст опричнини, учасник Лівонської війни. Оружничий (1578), окольничий (1599) та боярин (1605).
- Богдан Кобулов (1904—1953) — діяч радянських органів держбезпеки. Входив до найближчого оточення Лаврентія Берії. Старший брат діяча радянських органів держбезпеки Амаяка Кобулова (1906—1955).
- Богдан-Ігор Антонич (1909—1937) — український поет, прозаїк, прекладач, літературознавець.
- Богдан Бандера (псевдо Лемко; 1919—1944) — учасник українських національно-визвольних змагань, член ОУН. Молодший брат провідника ОУН Степана Бандери.
- Богдан Барвінський (1880—1958) — український історик, архівіст, археограф, бібліотекознавець, освітянин. Син Олександра та Євгенії Барвінських, старший брат Василя Барвінського.
- Богдан Гура (1944—2018) — український поет, редактор, член Національної спілки журналістів України.
- Богдан Гаврилишин (1926—2016) — український, канадський та швейцарський економіст, громадський діяч, меценат, член Римського клубу, іноземний член Національної академії наук України, президент Фонду Богдана Гаврилишина. Був громадянином Канади.
- Богдан Дубневич (нар. 1962) — український бізнесмен та політик, народний депутат України 8-го скликання. Старший брат політика Ярослава Дубневича.
- Богдан Лепкий (1872—1941) — український педагог, прозаїк, поет, мистецтвознавець, літературознавець, літературний критик, перекладач, історик літератури, видавець, публіцист, громадсько-культурний діяч, художник.
- Богдан Ступка (1941—2012) — радянський та український актор театру та кіно. Народний артист УРСР (1980). Народний артист СРСР (1991). Герой України (2011). Батько актора Остапа Ступки, дід актора Дмитра Ступки.
- Богдан Сорока (1940—2015) — український художник-графік, перший завідувач кафедри промислової графіки Львівської академії мистецтв. Син діяча ОУН Михайла Сороки та зв'язкової Романа Шухевича Катерини Зарицької, онук математика Мирона Зарицького.
- Богдан Губський (нар. 1963) — український політик.
- Богдан Бенюк (нар. 1957) — український актор театру та кіно. Народний артист України (1996).
- Богдан Кох (1925—1996) — український актор театру та кіно. Заслужений артист УРСР (1991).
- Богдан Козак (1940—2024) — український актор та режисер. Народний артист УРСР (1988).
- Богдан Козак (нар. 1967) — український підприємець, головний власник та президент компанії «Львівхолод».
- Богдан Козак (нар. 2001) — український футболіст.
- Богдан Шелестюк (нар. 1990) — український боксер. Молодший брат боксера Тараса Шелестюка.
- Богдан Михайліченко (нар. 1997) — український футболіст.
- Богдан В'юнник (нар. 2002) — український футболіст.
- Богдан Мізюк (1948—2025) — український економіст.
- Богдан Якимович (1952—2022) — український історик.
- Богдан Львов (нар. 1967) — український суддя.
- Богдан Сташків (нар. 1948) — український педагог.
- Богдан Сташків (1957—2024) — український естрадний співак.
- Богдан Мацелюх (нар. 1932) — український мікробіолог-генетик, доктор біологічних наук, професор. Молодший брат радянської дисидентки Ольги Горинь, старший брат художника Ярослава Мацелюха.
- Богдан Горинь (нар. 1936) — український політичний та громадський діяч, журналіст, мистецтвознавець, політолог, дисидент і політв'язень часів СРСР. Молодший брат Михайла Гориня, старший брат Миколи Гориня, двоюрідний племінник діяча ОУН Миколи Лебедя (син його двоюрідної сестри).
- Богдан Ребрик (1938—2023) — український громадський та політичний діяч, дисидент і політв'язень часів СРСР, член Української гельсінської групи з 1979 року, народний депутат України I скликання, належав до української громади, яку називали шістдесятниками.
- Богдан Климчак (1937—2018) — український письменник, довголітній політв'язень (провів 17 років у радянських таборах). Один з останніх політв'язнів УРСР. Не реабілітований.
- Богдан Ференц (нар. 1951) — український юрист, виконувач обов'язків генерального прокурора України з 24 квітня по 17 липня 1998 року.
- Богдан Котик (1936—1991) — український радянський діяч. Міський голова Львова (січень 1989 — квітень 1990). Голова Львівського міськвиконкому (квітень 1990 — грудень 1990). Народний депутат України I скликання (1990—1991). Кандидат економічних наук (1981).
- Богдан Левків (1950—2021) — український господарник та громадсько-політичний діяч. Заслужений працівник сфери послуг України (2005). Депутат Тернопільської міської ради двох скликань (1994—2002). Міський голова Тернополя (2002—2006).
- Богдан Кравченко (нар. 1946) — канадський політолог українського походження, доктор суспільних наук, директор Канадського інституту українських студій (КІУС). Вдівець Соломії Павличко, зять Дмитра Павличка.
- Богдан Жолдак (1948—2018) — український письменник, сценарист, драматург.
- Богдан Чепурко (нар. 1949) — український письменник, літературний критик, культуролог, народознавець, громадський діяч. Чоловік поетеси Марії Чумарної.
- Богдан Маркевич (1925—2002) — радянський та український футболіст, згодом — футбольний тренер. Батько футболіста Мирона Маркевича, дід футболіста Остапа Маркевича.
- Богдан Сташинський (1931—?) — радянський шпигун, агент КДБ, убивця Лева Ребета й Степана Бандери. Після скоєння вбивств був нагороджений орденом Бойового Червоного Прапора, але через певні особисті обставини втік на Захід, де розкаявся у своїх злочинах. Після гучного судового процесу у ФРН був засуджений на 8 років позбавлення волі за вбивства. Подальша доля невідома.
- Богдан Стельмах (нар. 1943) — український поет, драматург, перекладач, автор українських пісень.
- Богдан Мельничук (1937—2025) — український письменник та перекладач.
- Богдан Мельничук (нар. 1952) — український письменник та краєзнавець.
- Богдан Ханенко (1849—1917) — український колекціонер старовини та творів мистецтва, меценат, промисловець. Чоловік колекціонерки та меценатки Варвари Ханенко (до шлюбу Терещенко; 1852—1922).
- Богдан Кротевич (позивний "Тавр"; нар. 1993) — український військовослужбовець, начальник штабу Національної гвардії України, начальник штабу бригади Національної гвардії України "Азов", учасник російсько-української війни. Лицар ордена Богдана Хмельницького III ступеня (2022) та ордена Данила Галицького.
- Богдан Титомир (нар. 1967) — радянський та російський естрадний співак, танцюрист, діджей, поп-виконавець, телеведучий, колишній учасник дуету «Кар-Мен».
- Богдан Титла (1927—2015) — український маляр-пейзажист і графік. Племінник американського художника-мультиплікатора українського походження Білла (Володимира) Титли, який працював над такими відомими повнометражними мультфільмами Волта Діснея, як «Білосніжка і семеро гномів», «Піноккіо», «Фантазія» та «Дамбо». З 1950 року проживав у США.
- Богдан Ільків (1962—2014) — учасник Революції гідності, герой «Небесної сотні», Герой України.